# Cercopithecus cephus
Cercopithecus cephus là một loài động vật có vú trong họ Cercopithecidae, bộ Linh trưởng. Loài này được Linnaeus mô tả năm 1758.

## Hình ảnh

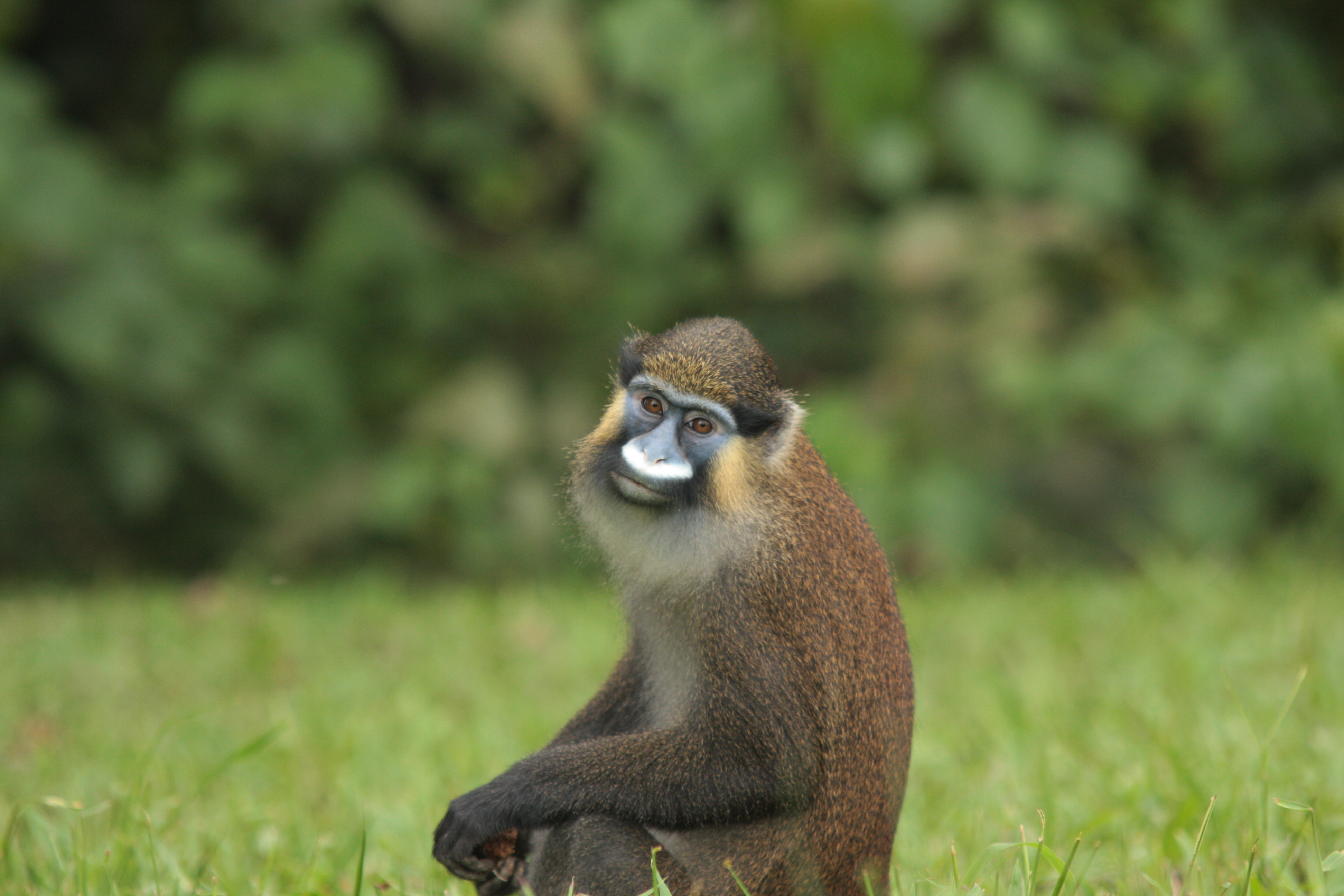
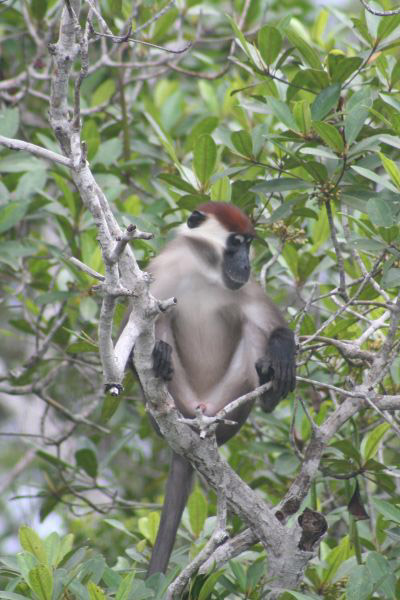
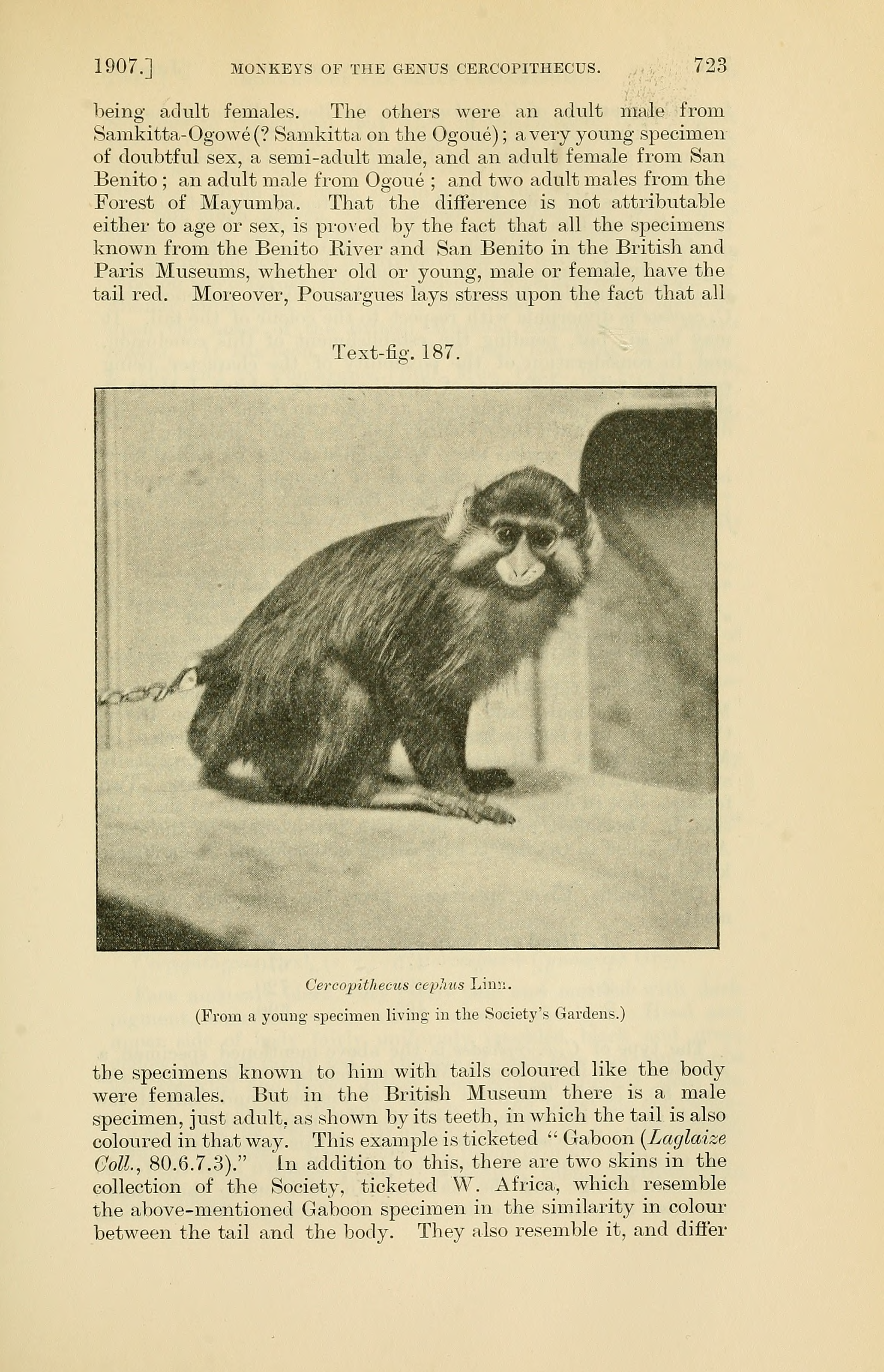
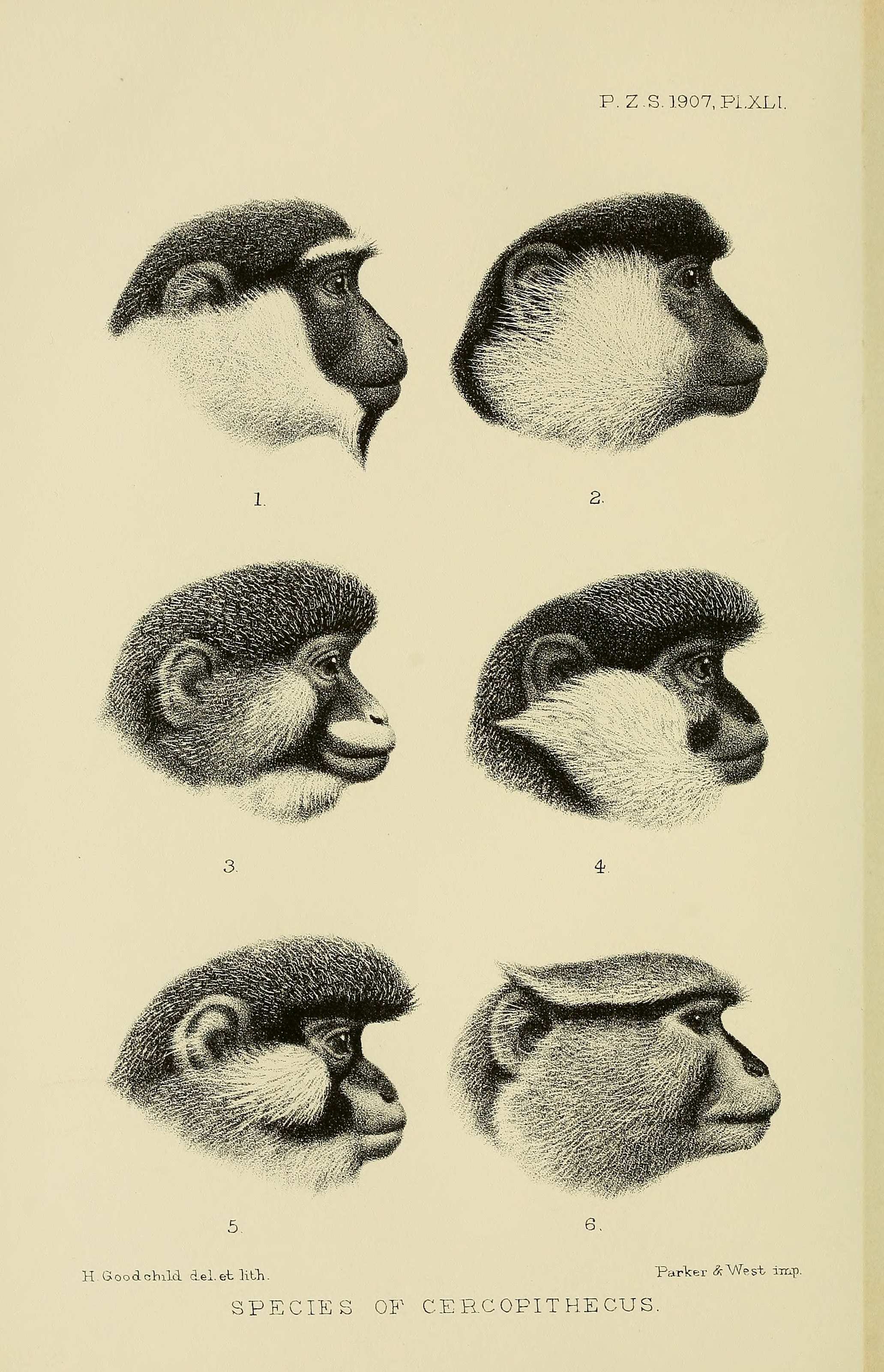